# Coudray (Loiret)
Coudray és un municipi francès, situat al departament del Loiret i a la regió de Centre – Vall del Loira. L'any 2007 tenia 412 habitants.

## Demografia

### Població
El 2007 la població de fet de Coudray era de 412 persones. Hi havia 143 famílies, de les quals 20 eren unipersonals (8 homes vivint sols i 12 dones vivint soles), 44 parelles sense fills, 71 parelles amb fills i 8 famílies monoparentals amb fills.
La població ha evolucionat segons el següent gràfic:
Habitants censats

### Habitatges
El 2007 hi havia 166 habitatges, 146 eren l'habitatge principal de la família, 13 eren segones residències i 7 estaven desocupats. Tots els 166 habitatges eren cases. Dels 146 habitatges principals, 134 estaven ocupats pels seus propietaris, 11 estaven llogats i ocupats pels llogaters i 1 estava cedit a títol gratuït; 4 tenien dues cambres, 21 en tenien tres, 39 en tenien quatre i 82 en tenien cinc o més. 131 habitatges disposaven pel capbaix d'una plaça de pàrquing. A 46 habitatges hi havia un automòbil i a 91 n'hi havia dos o més.

### Piràmide de població
La piràmide de població per edats i sexe el 2009 era:
| Homes | Edats   | Dones |
| ----- | ------- | ----- |
| 0     | 95 o +  | 0     |
| 0     | 90 a 94 | 0     |
| 4     | 85 a 89 | 0     |
| 4     | 80 a 84 | 8     |
| 0     | 75 a 79 | 12    |
| 4     | 70 a 74 | 8     |
| 12    | 65 a 69 | 0     |
| 0     | 60 a 64 | 8     |
| 8     | 55 a 59 | 8     |
| 16    | 50 a 54 | 8     |
| 12    | 45 a 49 | 8     |
| 16    | 40 a 44 | 16    |
| 28    | 35 a 39 | 12    |
| 12    | 30 a 34 | 24    |
| 4     | 25 a 29 | 8     |
| 0     | 20 a 24 | 8     |
| 28    | 15 a 19 | 16    |
| 20    | 10 a 14 | 8     |
| 16    | 5 a 9   | 16    |
| 8     | 0 a 4   | 12    |

## Economia
El 2007 la població en edat de treballar era de 272 persones, 215 eren actives i 57 eren inactives. De les 215 persones actives 198 estaven ocupades (115 homes i 83 dones) i 17 estaven aturades (7 homes i 10 dones). De les 57 persones inactives 27 estaven jubilades, 19 estaven estudiant i 11 estaven classificades com a «altres inactius».

### Ingressos
El 2009 a Coudray hi havia 156 unitats fiscals que integraven 441 persones, la mediana anual d'ingressos fiscals per persona era de 20.859 €.

### Activitats econòmiques
Dels 9 establiments que hi havia el 2007, 2 eren d'empreses de fabricació d'altres productes industrials, 3 d'empreses de construcció, 2 d'empreses de comerç i reparació d'automòbils, 1 d'una empresa de serveis i 1 d'una entitat de l'administració pública.
Dels 3 establiments de servei als particulars que hi havia el 2009, 1 era una fusteria, 1 lampisteria i 1 electricista.
L'any 2000 a Coudray hi havia 11 explotacions agrícoles.

## Equipaments sanitaris i escolars
El 2009 hi havia una escola elemental.

## Poblacions més properes
El següent diagrama mostra les poblacions més properes.